# Slider

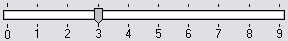
Il componente grafico slider (uno dei possibili stili)

Uno slider (lett. "scivolatore" ma più comunemente "cursore") è un componente grafico (widget) con il quale un utente può impostare un valore muovendo un indicatore, solitamente con uno spostamento orizzontale. In alcuni casi l'utente può anche cliccare in un punto dello slider per cambiare le impostazioni. In pratica, è un cursore (traduzione italiana di slider) atto a regolare una proprietà (volume audio, intensità luminosa, ecc.).
Uno slider è rappresentato con una barra orizzontale o verticale che indica l'intervallo dei valori validi, e di un indicatore che ha la duplice funzione di indicare il valore corrente e di permettere all'utente di modificare il valore. Il livello più semplice è il comando a due valori di una determinata funzione (interruttore): acceso/abilitato/attivato o spento/disabilitato/disattivato.
Lo slider è differente dalla barra di scorrimento la quale è solitamente usata per variare le informazioni visualizzate sullo schermo.